# Andrea Hewitt
Andrea Hewitt (Christchurch, 4 de abril de 1982) é uma triatleta neozelandesa.

## Carreira
Hewitt representou seu país nos Jogos Olímpicos de 2008, 2012 e 2016, não medalhando.